# Typ 5 Na-To
Der Typ 5 Na-To (japanisch 五式砲戦車 Go-shiki hōsensha), auch Experimentelle 7,5-cm-PAK auf Selbstfahrlafette Na-To (japanisch 試製七糎半対戦車自走砲 ナト Shisei nana-senchimētoru hantaisensha jisōhō Na-To), war ein japanischer Jagdpanzer, der 1945 (Kōki 2605, daher die Typbezeichnung) vom Kaiserlich Japanischen Heer entwickelt wurde.

## Geschichte
Im Verlauf des Pazifikkrieges zeigte sich, dass die japanischen mittleren Panzer wie der Typ 97 Chi-Ha und der Typ 97 Shinhōtō Chi-Ha den alliierten Modellen wie dem M4 Sherman in Panzerung und Bewaffnung hoffnungslos unterlegen waren. Stärker gepanzerte und besser bewaffnete Panzer wie der Typ 1 Chi-He, der Typ 3 Chi-Nu (50 mm Panzerung sowie Typ 4 75-mm-Kampfwagenkanone) und der Typ 5 Chi-Ri stellten zwar eine Verbesserung dar, waren aber aufwendig in der Herstellung und nur geringe Stückzahlen wurden produziert.

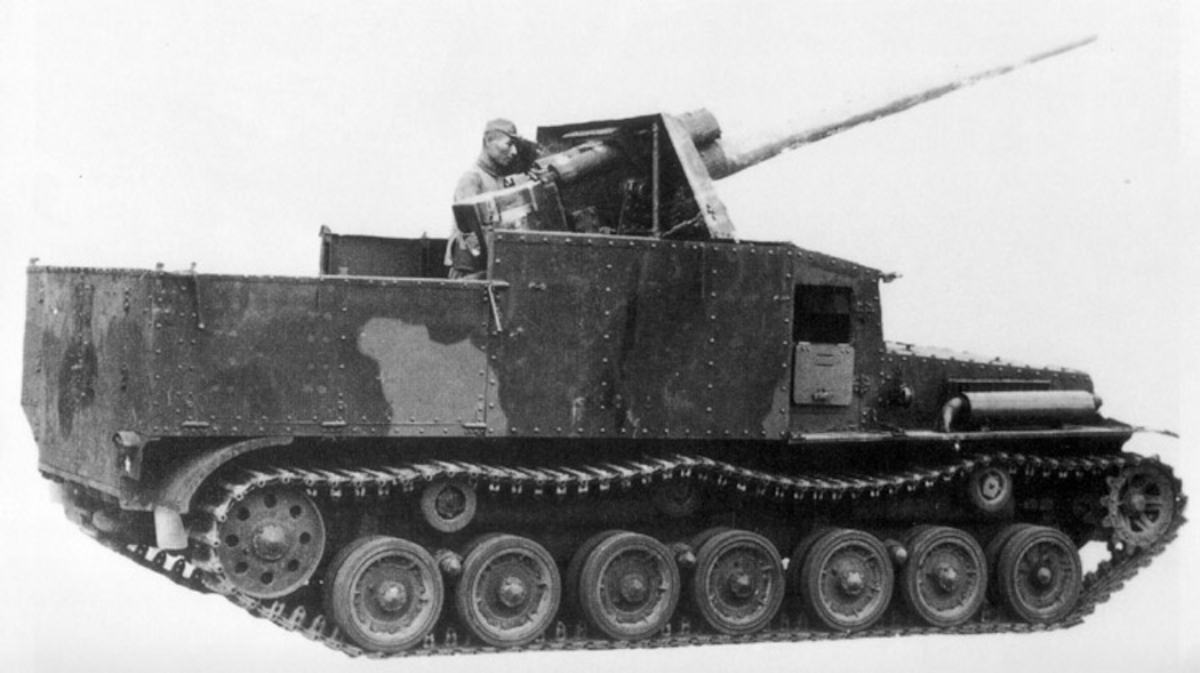
Seitenansicht eines Typ-5-Na-To-Jagdpanzers.

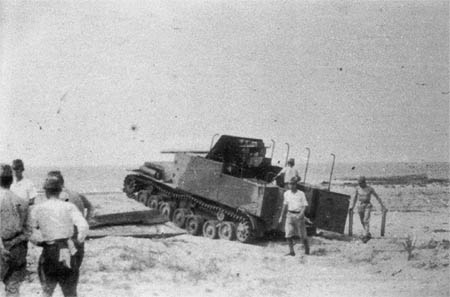
Typ 5 Na-To beim Testschießen.

Um Kosten, Zeit und Material zu sparen, erfolgten bereits 1942 erste Tests mit einem nach Vorbild des deutschen Marder I gebauten Jagdpanzers. Dabei wurde ein Fahrgestell eines älteren Panzers mit einer modernen Panzerabwehrkanone kombiniert. Das Resultat war Mitte 1944 der Typ 5 Na-To, der als Träger die Transport- und Zugmaschine Typ 4 Chi-So verwendete. Als Hauptbewaffnung diente die 75-mm-Kampfwagenkanone Typ 5. Die Heeresführung war von dem Konzept überzeugt und bestellte 200 Exemplare, die noch 1945 produziert werden sollten. Bedingt durch die Kapitulation Japans im September 1945 ging die Produktion des Typ 5 allerdings nicht über die Herstellung von zwei Prototypen hinaus.